# Renac
Renac (en bretó Ranneg, en gal·ló Renac) és un municipi francès, situat a la regió de Bretanya, al departament d'Ille i Vilaine. L'any 2006 tenia 909 habitants.

## Demografia
| 1962                                       | 1968 | 1975 | 1982 | 1990 | 1999 |
| ------------------------------------------ | ---- | ---- | ---- | ---- | ---- |
| 871                                        | 912  | 768  | 728  | 773  | 859  |
| Des de 1962: població sense dobles comptes |      |      |      |      |      |

## Administració
| Període   | Identitat       | Partit        |
| --------- | --------------- | ------------- |
| 1995-2008 | Georges Poirier | UMP           |
| 2008-     | Yannick Derunes | Divers droite |